# Eopululo
Eopululo — найдавніший відомий рід голкошерстових Нового Світу (Erethizontidae). Він відомий лише з, можливо, пізнього еоцену до раннього олігоцену (від Дівісадерана до Десеадана за класифікацією SALMA) формації Яхуаранго в місцевій фауні Санта-Роза в департаменті Укаялі, східне Перу. У роду є лише один вид Eopululo wigmorei. Він був описаний у 2004 році і є членом однієї з найдавніших фаун гризунів, відомих у Південній Америці.